# Première Nation de Liard
La Première Nation de Liard, aussi connue sous le nom de Première Nation de Liard River (prononcé « lee-ahrd »), est une Première Nation (au sens de « bande indienne ») du sud-est du Yukon, au Canada. Ses principaux centres sont Upper Liard et Watson Lake, situées toutes deux le long de la route de l'Alaska. Les membres de la Première Nation sont d'ethnie kaska et leur langue historique est le kaska. La Première Nation est membre du Conseil tribal kaska qui poursuit ses revendications territoriales au Yukon et dans le nord de la Colombie-Britannique.

## Démographie
La population enregistrée de la Première Nation est de 1 252 personnes en août 2022, dont 749 vivant hors des réserves de la Première Nation.

## Réserves
La Première Nation jouit de quelques réserves indiennes sous sa gouvernance. Même si le siège de la Nation est situé au Yukon, quelques-unes de ses réserves sont situées en Colombie-Britannique :
- Blue River 1, sur la rive gauche de la rivière Blue à sa confluence avec la Dease (65,20 ha.)
- Dease River 2 (bande de Liard River), 6,4 km au nord-est du confluent des rivières Blue et Dease (157,40 ha.)
- Dease River 3 (bande de Liard River), rive gauche de la rivière Dease en face de l'embouchure de la rivière Rapid (51,40 ha.)
- Horse Ranch 4, à Horse Ranch Pass, à 14 milles au nord de Dease River 3 (247,30 ha.)
- Liard River 3, rive gauche de la rivière Liard à un mille au sud de Lower Post (271,90 ha.)
- McDames Creek 3, rive gauche de la rivière Dease sur les deux rives de l'embouchure du ruisseau McDames
- Mosquito Creek 5, sur la rivière Major Hart, un affluent de la rivière Turnagain, à 30 milles au nord-est de Cry Lake (518 ha.)
- Muddy River 1, sur la rive gauche de la rivière Liard au mille 540 de la route de l'Alaska (70,80 ha.)
- One Mile Point 1, à l'extrémité nord du lac Dease à l'exutoire de la rivière Dease, en face de Porter's Landing (47,70 ha.)